# Estadio Campeones de 1954
El Estadio Campeones de 1954, anteriormente conocido como  Estadio Municipal El Tenis, es uno de los estadios municipales de la ciudad de Rocha, departamento de Rocha, Uruguay. En él oficia de local la Liga Rochense de Fútbol y los equipos de dicha liga que no poseen cancha propia. Además el Rocha Futbol Club ejerce de local en variadas ocasiones.
En mayo de 2024, la Junta Departamental de Rocha votó favorablemente una moción presentada por el Edil nacionalista Daniel Fontes, para cambiar el nombre del Estadio en conmemoración de la Selección de Rocha campeona del Interior en 1954, al cumplirse 70 años de este hecho.
La inauguración de la nueva red lumínica y la ceremonia de la designación del nuevo nombre del Estadio se realizó el 24 de julio de 2024 con un partido entre la Selección de Rocha Capital y la Selección de Rocha Interior.